# Antiphrisson trifarius
Antiphrisson trifarius là một loài ruồi trong họ Asilidae. Antiphrisson trifarius được Loew miêu tả năm 1849.